# Himmelswege
Himmelswege ist eine vom Landesamt für Denkmalpflege und Archäologie Sachsen-Anhalt initiierte touristische Route.
Die Route wird vom Wirtschaftsministerium Sachsen-Anhalt unterstützt und verbindet bedeutende astronomische Zeugnisse und archäologische Entdeckungen im Süden von Sachsen-Anhalt. Dazu zählen:
- die Arche Nebra bei der Fundstelle der Himmelsscheibe von Nebra in Nebra
- das Sonnenobservatorium von Goseck mit einer Kreisgrabenanlage bei Goseck
- das Großsteingrab mit Dolmengöttin in Langeneichstädt
- das Ringheiligtum Pömmelte bei Pömmelte
- das Landesmuseum für Vorgeschichte in Halle (Saale).

Stationen der Himmelswege
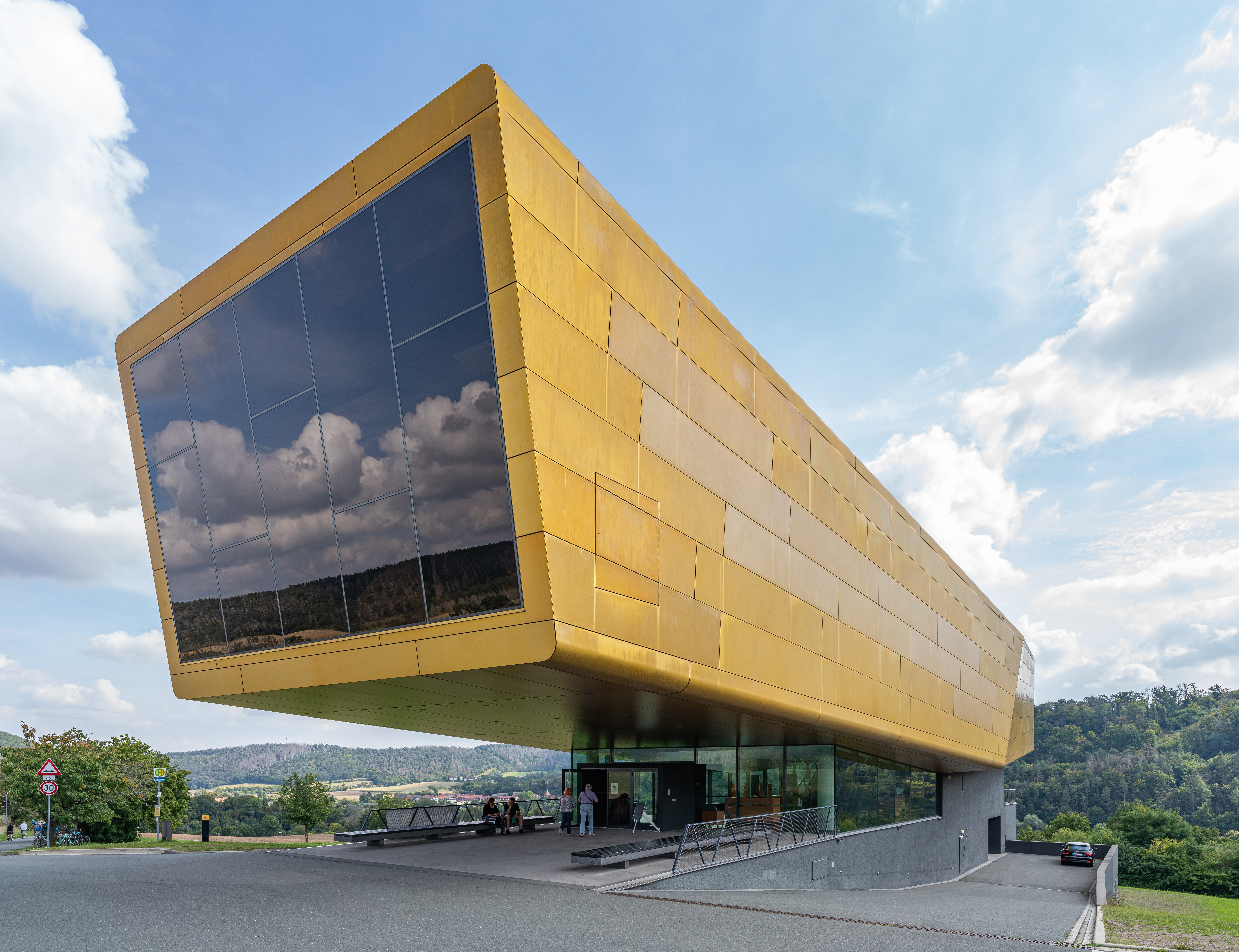
Die Arche Nebra
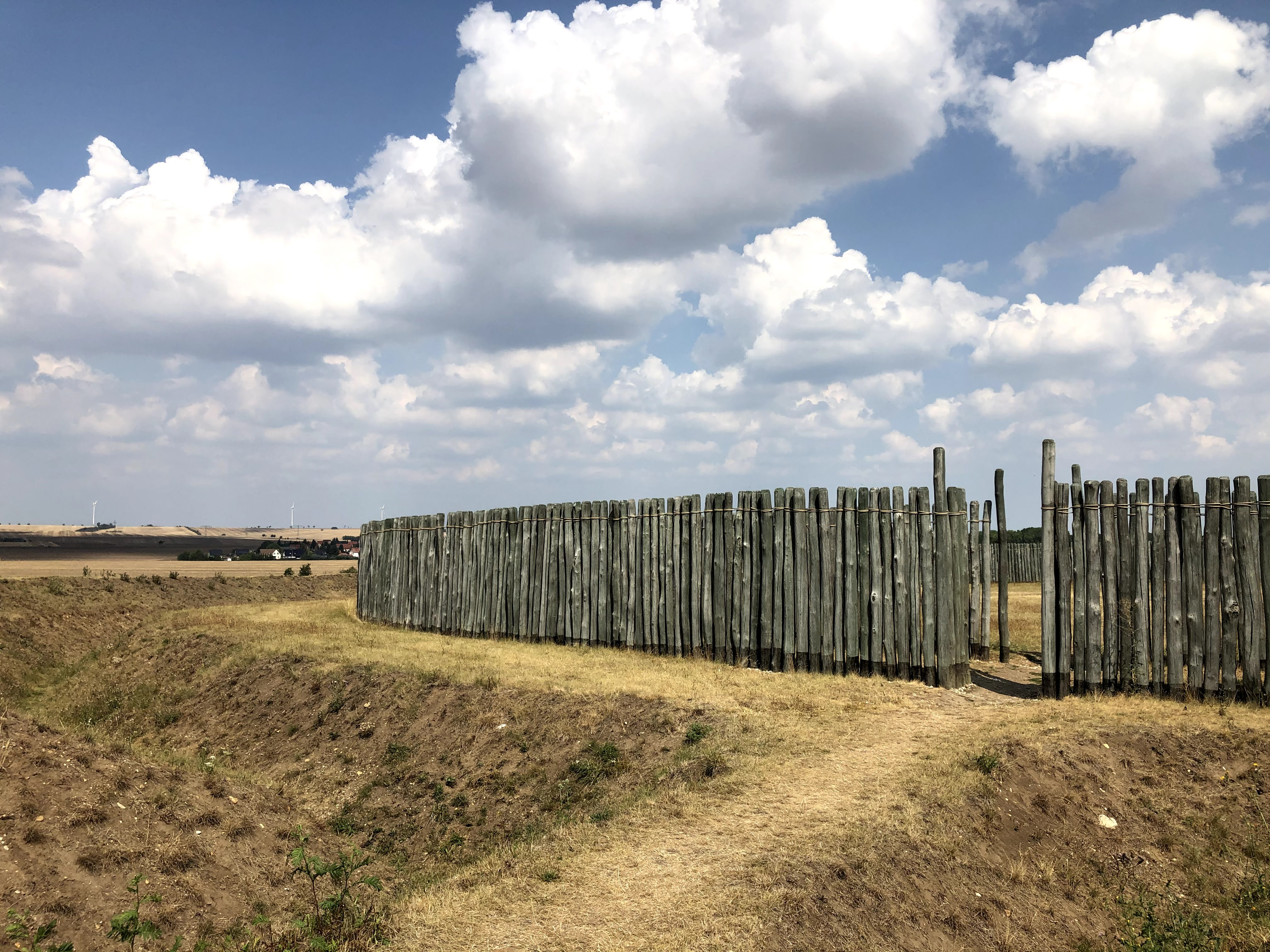
Das Sonnenobservatorium von Goseck
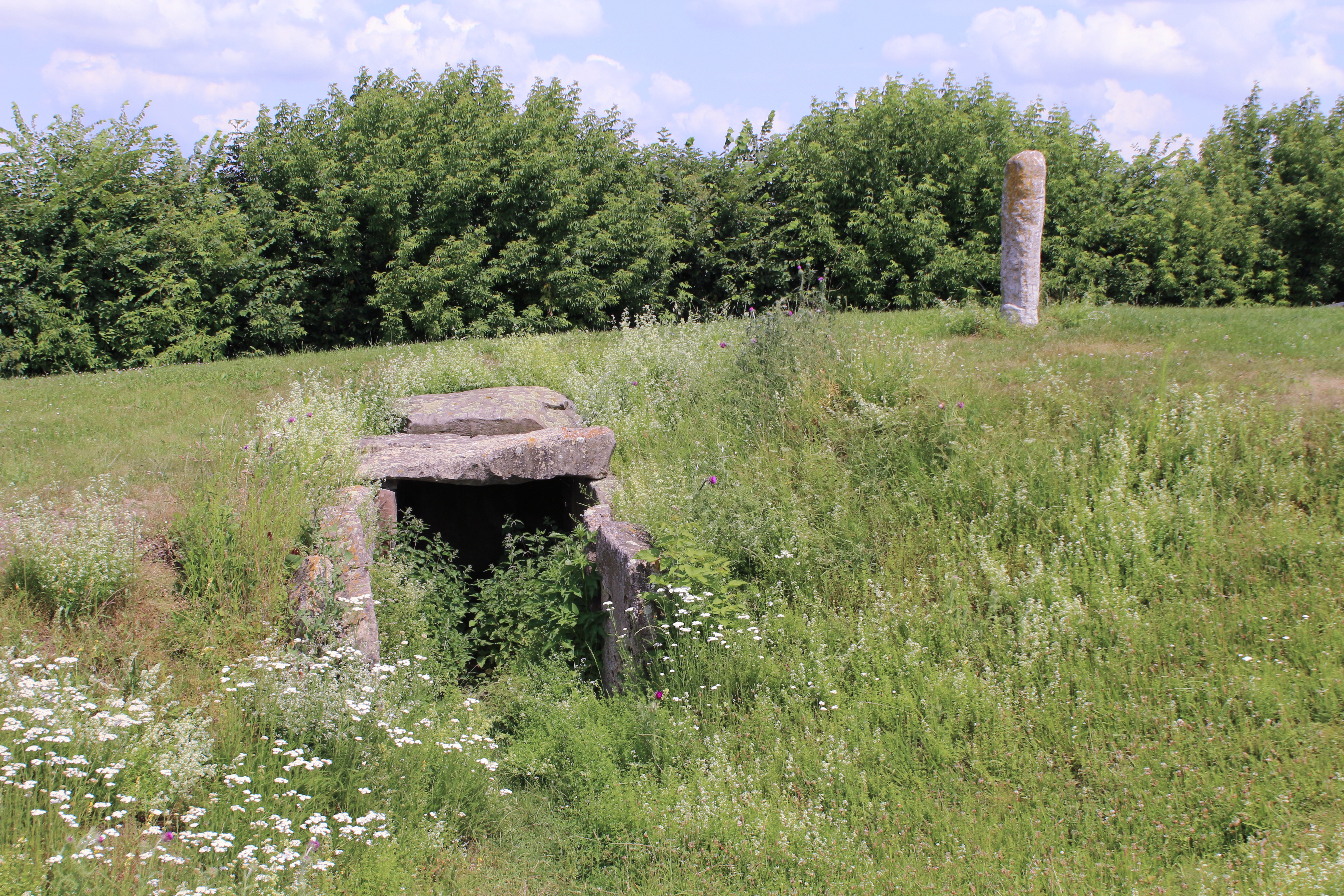
Das Großsteingrab Langeneichstädt mit der Menhirstatue der Dolmengöttin
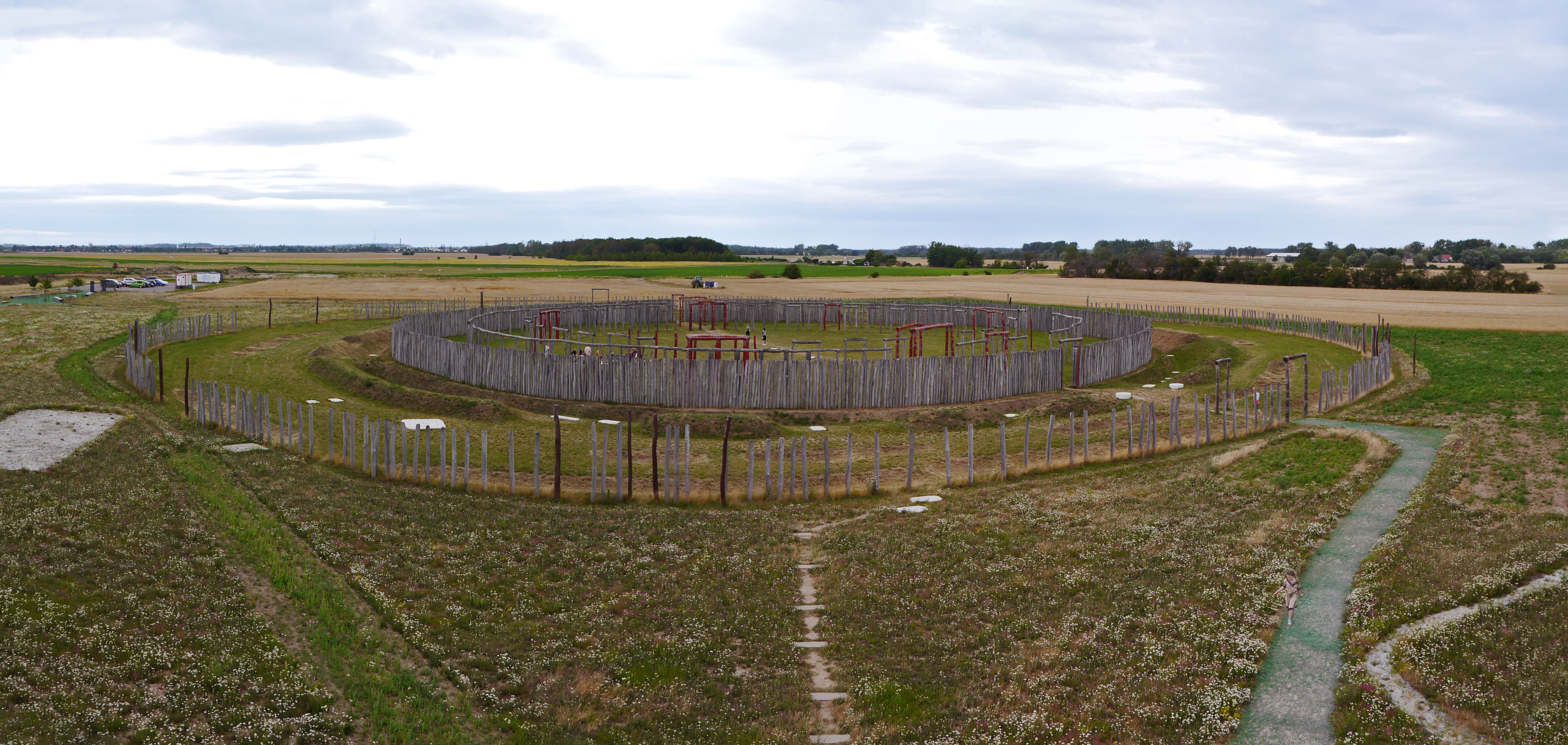
Das Ringheiligtum Pömmelte mit seiner Kreisgrabenanlage
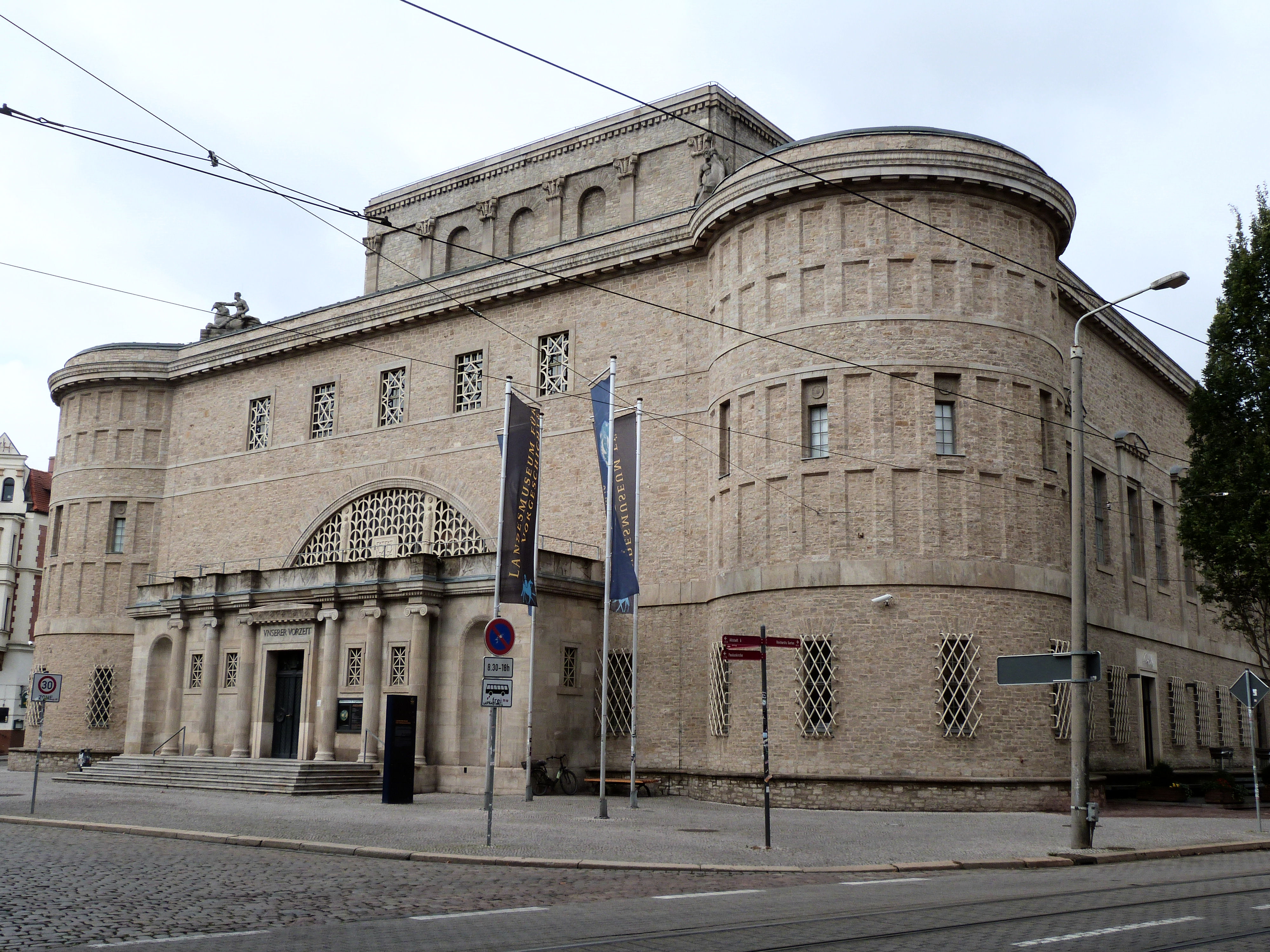
Das Landesmuseum für Vorgeschichte in Halle